# Androcalva cuneata
Androcalva cuneata är en malvaväxtart som först beskrevs av Porphir Kiril Nicolai Stepanowitsch Turczaninow, och fick sitt nu gällande namn av C.F.Wilkins och Whitlock. Androcalva cuneata ingår i släktet Androcalva och familjen malvaväxter. Inga underarter finns listade i Catalogue of Life.